# Gigliola Cinquetti
Gigliola Cinquetti je italijanska pevka; * 20. december 1947, Verona, Italija.
S pesmijo Non ho l'età je leta 1964 zmagala sprva na sanremskem festivalu, nato pa še na Pesmi Evrovizije. Leta 1966 je s pesmijo Dio come ti amo ponovno zmagala v San Remu, leta 1974 pa je na Evroviziji s skladbo Si prinesla Italiji drugo mesto, saj se je uvrstila tik za ABBO. Leta 1991 je skupaj s Totom Cutognom vodila evrovizijski izbor v Rimu.

### Uspešnice
- 1964 Non ho l'età
- 1964 Il Primo bacio che darò
- 1965 Ho bisogno di vederti
- 1966 Dio come ti amo
- 1967 La Rosa nera
- 1968 Sera
- 1968 Giuseppe in Pennsylvania
- 1968 Quelli erano giorni
- 1969 La pioggia
- 1969 Il Treno dell'amore
- 1970 Romantico blues
- 1971 Rose nel buio
- 1971 Amarti e poi morire
- 1971 La Domenica andando alla Messa
- 1972 Canta bambino
- 1972 Gira l`amore
- 1972 Je suis timide
- 1972 E qui comando io
- 1973 La Spagnola
- 1973 Mistero
- 1974 Alle porte del sole
- 1974 Sì
- 1974 Si on voulait
- 1974 ...man spricht nicht von Liebe
- 1975 Bravo
- 1976 Aufwiederseh`n amore
- 1976 La primavera
- 1976 Di chi sarò, di chi sarai
- 1976 Unser Sommer der Liebe
- 1977 Un momento fa
- 1977 Western
- 1978 Ma chi l`avrà inventato quest`uomo
- 1985 Chiamalo amore
- 1987 Una donna distante
- 1989 Ciao
- 1992 La poésie d`une femme
- 1995 Giovane vecchio cuore

### Sanremo
- 1964: Non ho l'età (per amarti) - 1. mesto
- 1965: Ho bisogno di vederti - 5. mesto
- 1966: Dio come ti amo - 1. mesto
- 1968: Sera - 8. mesto
- 1969: La pioggia - 6. mesto
- 1970: Romantico blues - 6. mesto
- 1971: Rose nel buio - 9. mesto
- 1972: Gira l'amore (caro bebè) - 9. mesto
- 1973: Mistero
- 1985: Chiamalo amore - 3. mesto
- 1989: Ciao - 18. mesto
- 1995: Giovane vecchio cuore - 14. mesto